# Yankee Stadium (2009)
Yankee Stadium is het honkbalstadion van de New York Yankees uitkomend in de Major League Baseball.
Deze tweede versie van het Yankee Stadium werd op 2 april 2009 geopend. Het stadion is gelegen in het New Yorkse stadsdeel The Bronx. Het kwam in de plaats van het uit 1923 daterende oude stadion met dezelfde naam dat pal naast het huidige lag en plaats maakte voor een park. Yankee Stadium werd ontworpen door Populous Architects en in 2006 werd begonnen met de bouw ervan. De bouw zou uiteindelijk 1,6 miljard dollar kosten.
In het openingsjaar van het nieuwe stadion (2009) wonnen de Yankees direct hun 27e World Series-titel door met 4 - 2 (in wedstrijden) te winnen van de Philadelphia Phillies.
In Yankee Stadium vindt sinds 2010 ieder jaar in december de Pinstripe Bowl (NCAA) plaats. Dit is een wedstrijd college football (American football) die georganiseerd wordt door de New York Yankees.
Sinds 2015 speelt de MLS voetbalclub New York City FC tijdelijk haar thuiswedstrijden in het Yankee Stadium totdat het eigen stadion klaar is voor gebruik.

## Feiten
- Geopend op 2 april 2009
- Ondergrond: Poa Pratensis (Kentucky Bluegrass)
- Constructiekosten: 1,6 miljard US $
- Architect: Populous (voorheen HOK Sport)
- Technieken: Thornton Tomasetti
- Capaciteit: Honkbal 54.251 (2021)
- Adres: Yankee Stadium, 1 East 161st Street, Bronx, NY 10451 (U.S.A.)

## Veldafmetingen honkbal
- Left Field: 318 feet (97 meter)
- Left Center: 399 feet (121,6 meter)
- Center Field: 408 feet (124,4 meter)
- Right Center: 385 feet (117,3 meter)
- Right Field: 314 feet (95,7 meter)